# Volvo V70
Volvo V70 — автомобіль середнього класу з кузовом універсал шведського автовиробника Volvo Cars. Модель почали випускати з 1996 року на заміну Volvo 850. За цей час розвиток моделі пройшов 3 покоління (1-ше: 1996—2000; 2-е: 2000—2007; 3-є: 2007—2016).
У 1996—2000 рр. випускалася повнопривідна версія Volvo V70 XC, яка з 2000 року стала існувати як окрема модель (Volvo XC70).
Автомобіль з кузовом седан цього ж класо-розміру першого покоління мав ринкову назву Volvo S70, а сучасна модифікація седан має індекс Volvo S80.

## Перше покоління (LW)

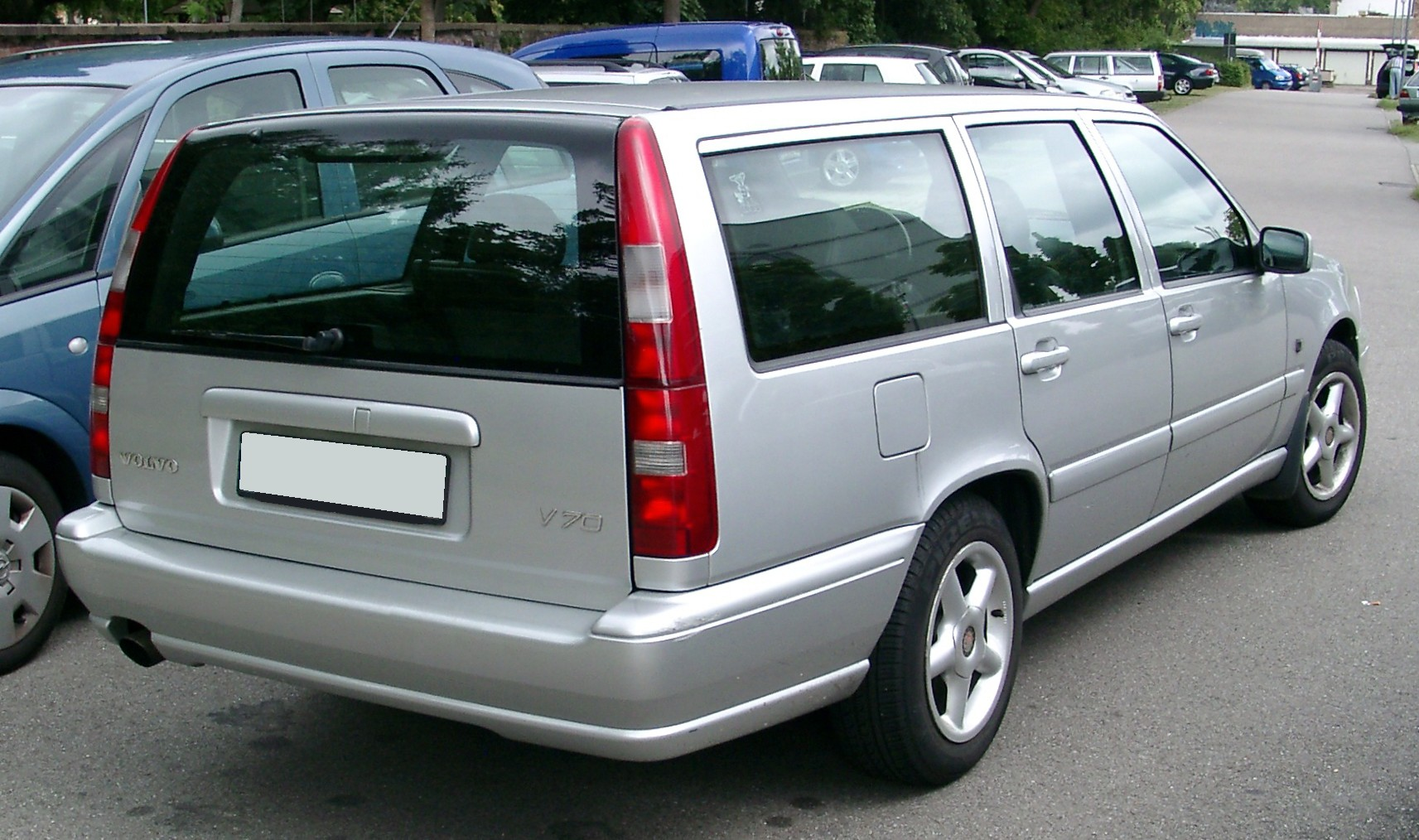
Volvo V70 1

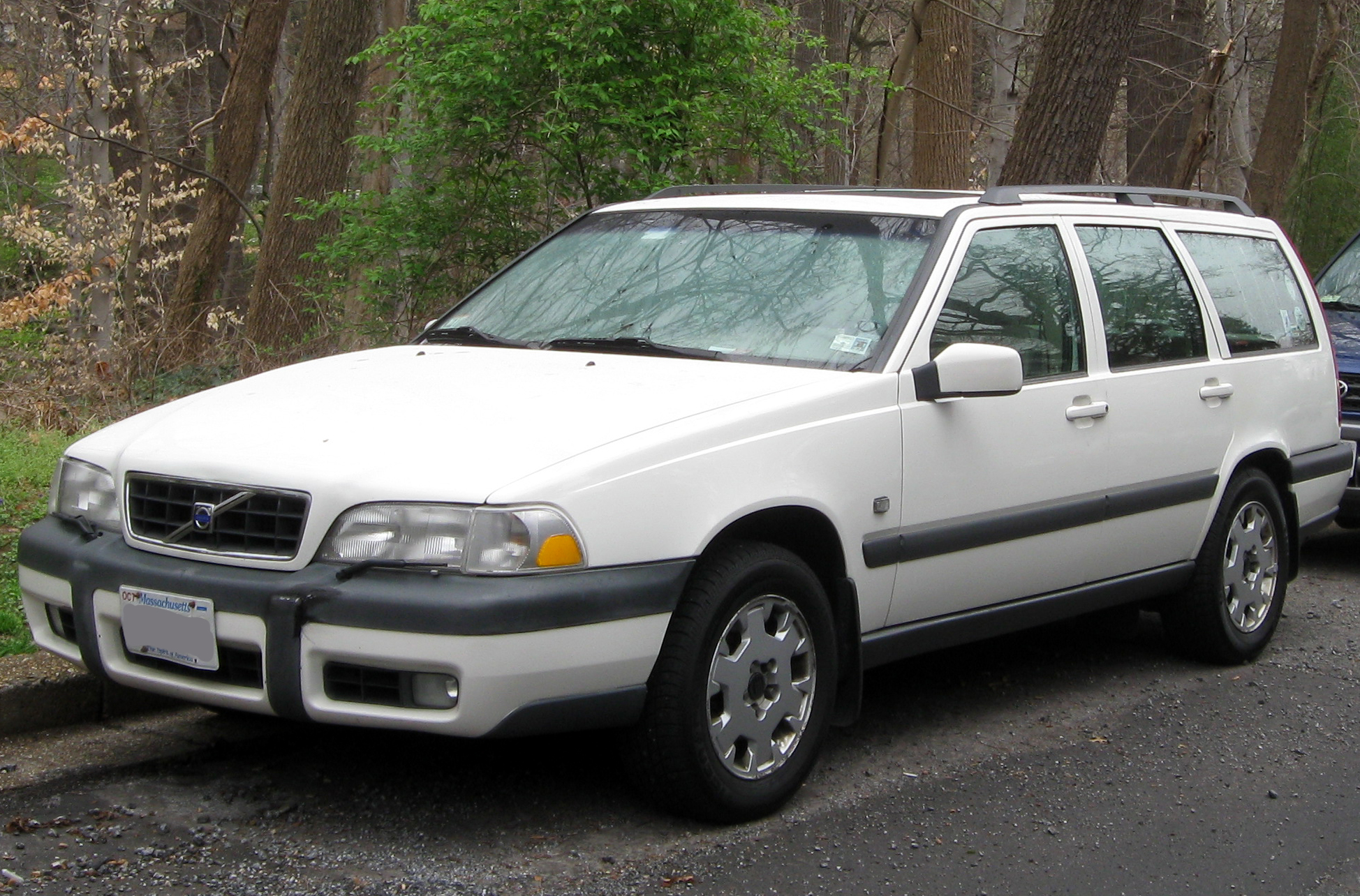
Volvo V70 XC

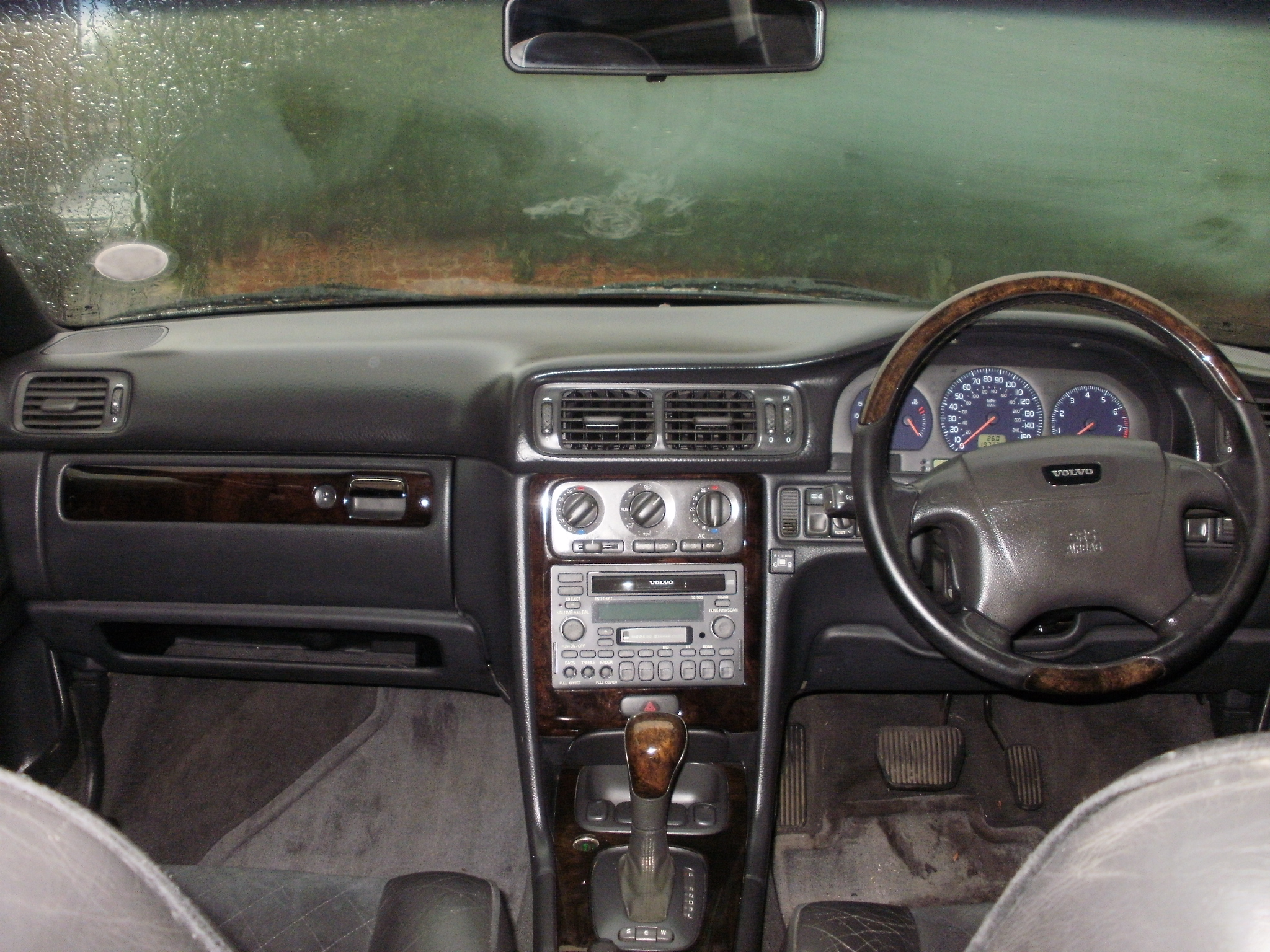

В кінці 1996 року, Volvo представила новий універсал V70. Нова модель являла собою рестайлінг успішної моделі Volvo 850 універсал, що випускався з лютого 1993 року.
Кузов моделі був трохи змінений у порівнянні з попередницею, але зберіг пізнавані риси автомобілів Volvo, в тому числі вертикальні задні ліхтарі від бампера до даху. У передніх і задніх поворотниках помаранчеве скло було замінено на прозоре. Також трохи змінилася форма бамперів, а молдинги стали забарвлюватися в колір кузова. Всередині автомобіля з'явилася нова приладова панель — прямі лінії замінені на округлі. Були внесені невеликі зміни в систему безпеки.
Цікавою та успішною модифікацією стала повнопривідна модель V70 XC.
Volvo V70 першого покоління випускалася до 2000 року, коли було замінено моделлю другого покоління.
Модель V70 почала випускатися на 50 тижні 1996 року, V70 XC — на 35 тижні 1997 року. Обидві модифікації зняті з конвеєра на 19 тижні 2000 року. Всього було випущено 319,832 універсала V70 і 53,857 V70 XC.

## Друге покоління (P2)

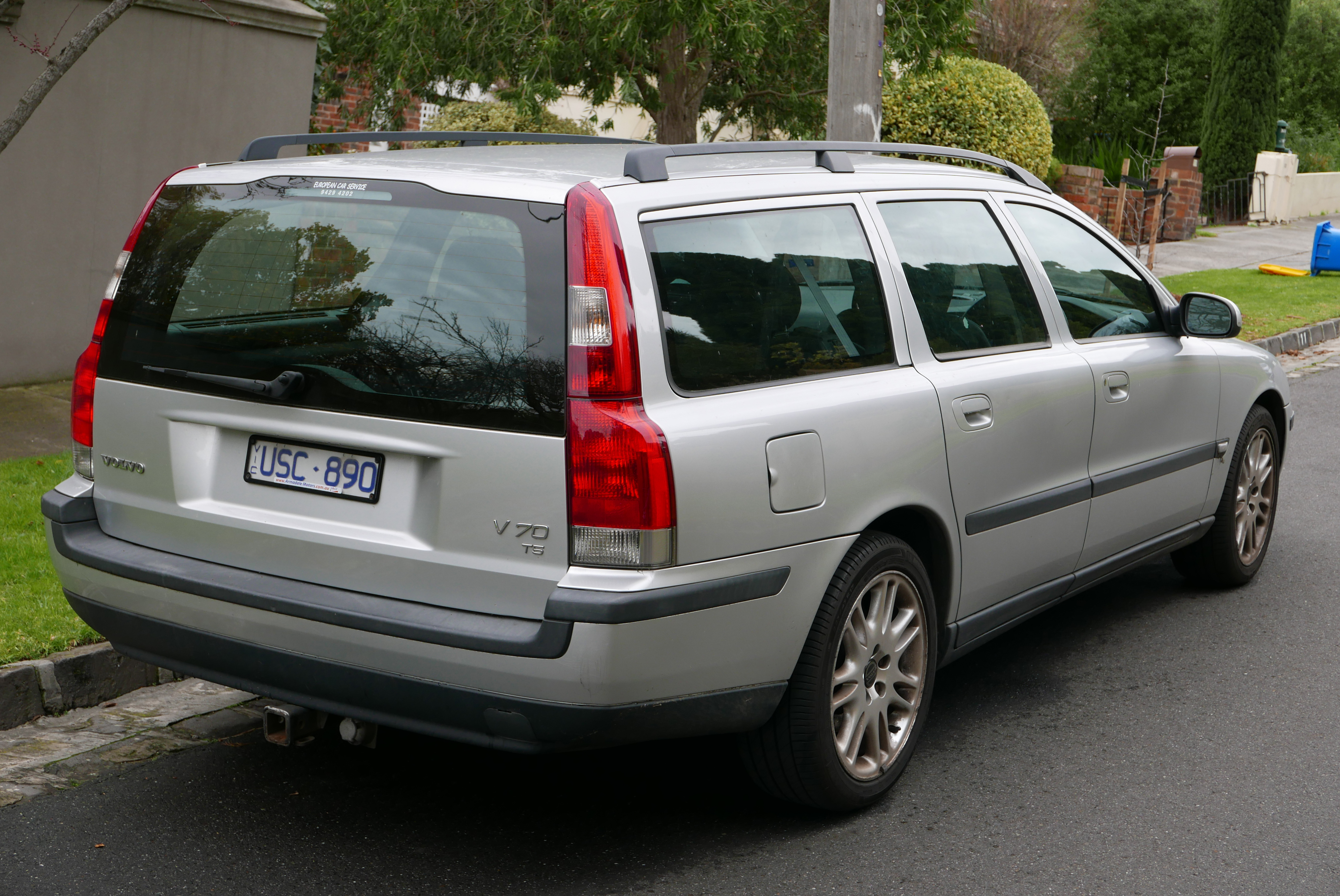
Volvo V70 2

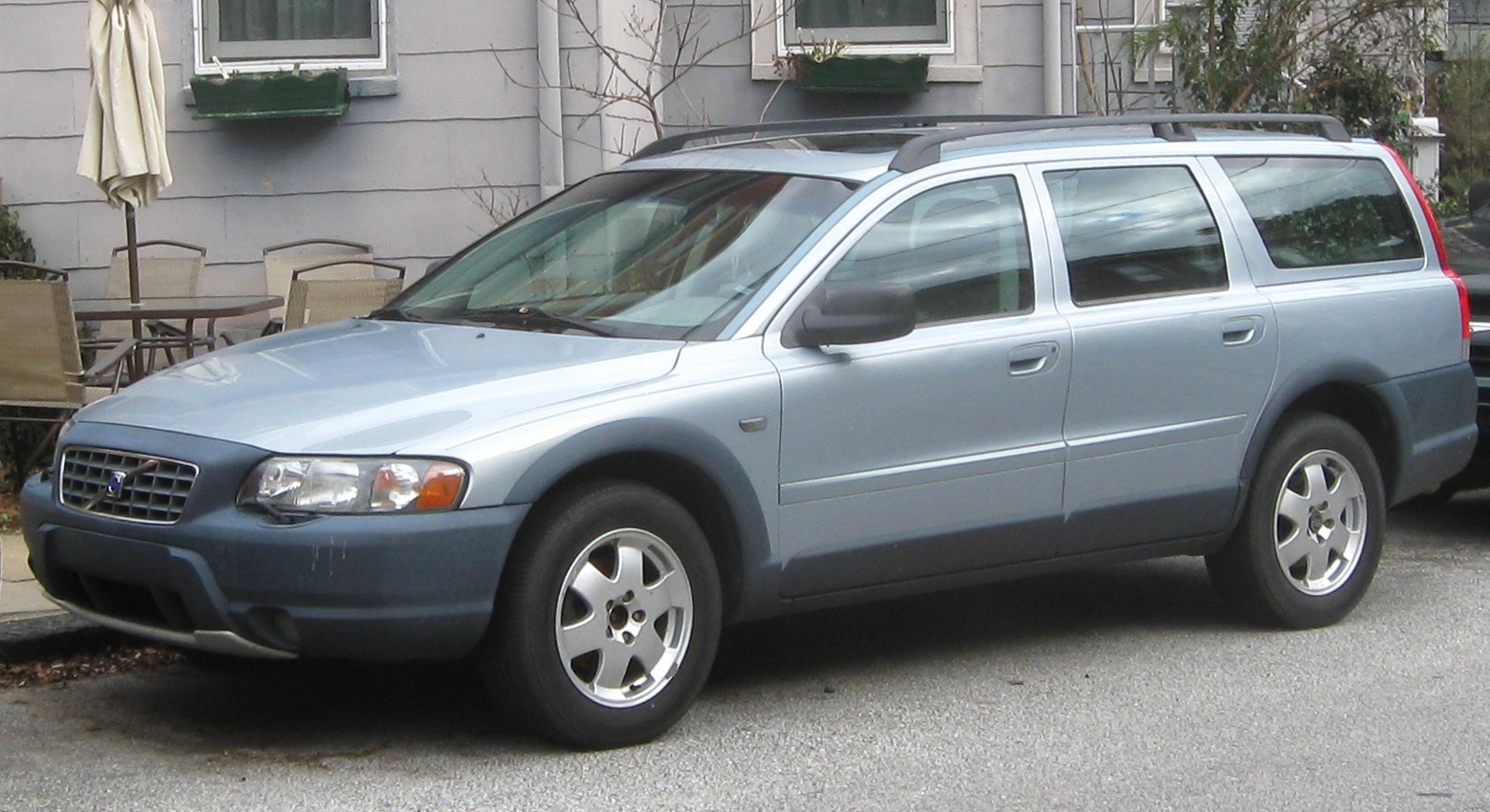
Volvo XC70 1

На початку 2000 року виходить друге покоління Volvo V70. Автомобіль заснований на платформі Volvo P2 і ділить свої деталі з Volvo S60 першого покоління. Volvo заявила, що новий кузов буде на 70 % жорсткішим, ніж у його попередника. Дизайн автомобіля був закінчений ще до того, як Volvo Cars був поглинений Ford.
Автомобіль зазнав незначних змін інтер'єру і екстер'єру. З'явилися нові двигуни і опції.
У 2002 році на Паризькому автосалоні був представлений Volvo V70 R.
У 2005 році автомобіль зазнав невеликий рестайлінг.
Разом з V70 в 2000 році був представлений Volvo V70 XC. Після 2003 року він отримав назву XC70.

### V70 R

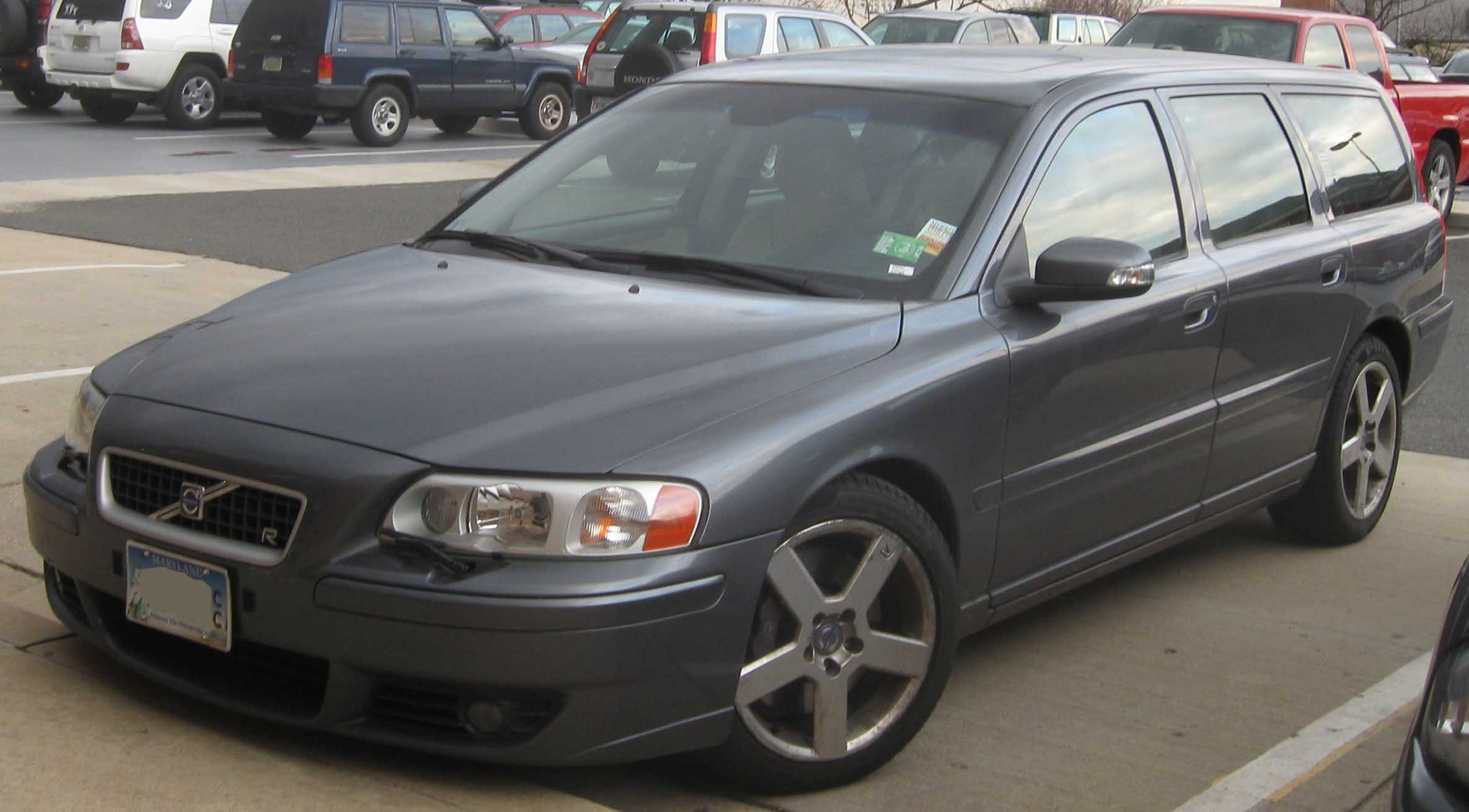
Volvo V70 R (2003—2007)

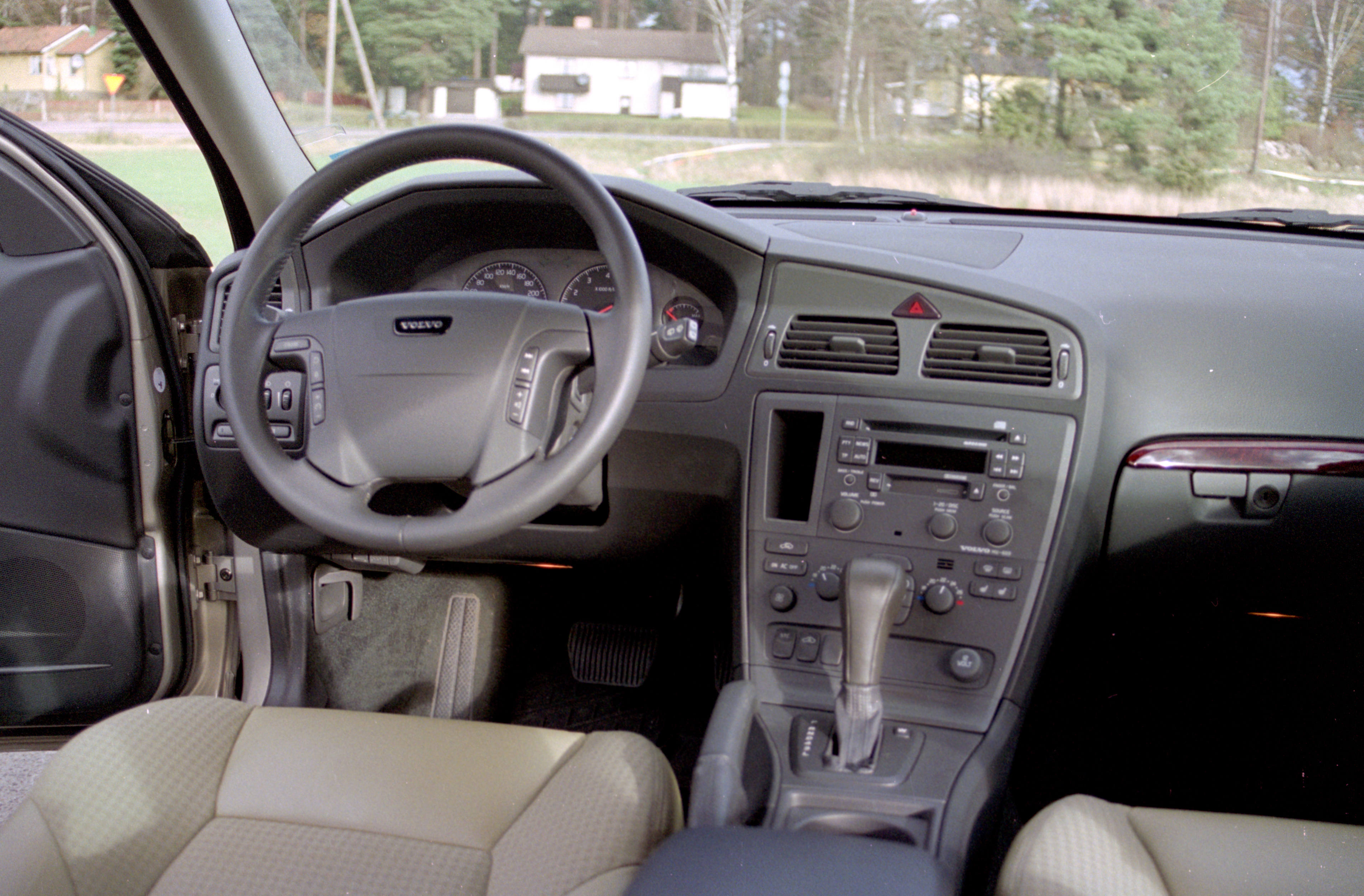
Салон Volvo V70 2

Існує спортивна версія Volvo V70 R, оснащена потужним 300-сильним двигуном. Дана версія навіть має спеціальний дизайн моторного відділення. На двигуні і кожусі газорозподільного механізму чітко видна буква «R» блакитного кольору — характерний знак серії. Кожух впускного колектора оброблений алюмінієм, і на ньому також стоїть логотип «R». Алюмінієве облицювання використане і для повітрозабірної труби, що йде від турбонагнітача.
Двигун на Volvo V70 R має п'ять циліндрів і об'єм 2.5 л є продовженням серії Т5.
Він розвиває потужність в 300 к.с. (220 кВт) при 5500 об/хв, а крутний момент становить 400 Нм у діапазоні від 1950 до 5250 об/хв.
На двигуні серії «R» встановлюється здвоєна система постійно змінюваних фаз газорозподілу (CVVT) на впускному і випускному тактах. Система CVVT регулює параметри відкриття клапанів відповідно до швидкості обертання і навантаженням на двигун. Завдяки цьому досягається ефективніше використання потужності двигуна, поліпшується продуктивність, знижується витрата палива і скорочується викид відпрацьованих газів. За параметрами токсичності вихлопу двигуни серії «R» відповідають вимогам американського стандарту LEV I і європейського стандарту Euro 4.
Автомобіль комплектується 6ст. МКПП або 5ст. АКПП Geartronic.

## Третє покоління (P24)

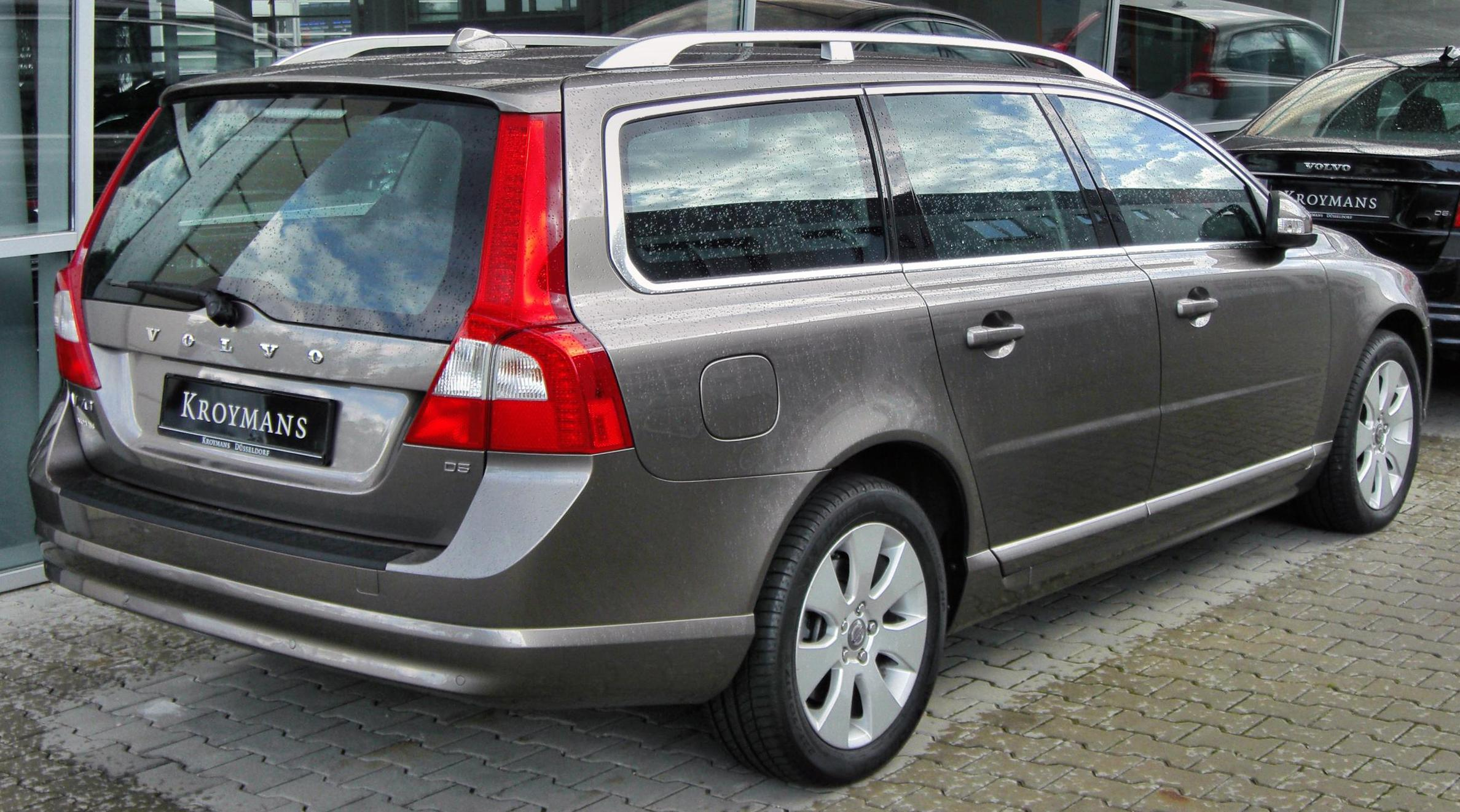
Volvo V70 3

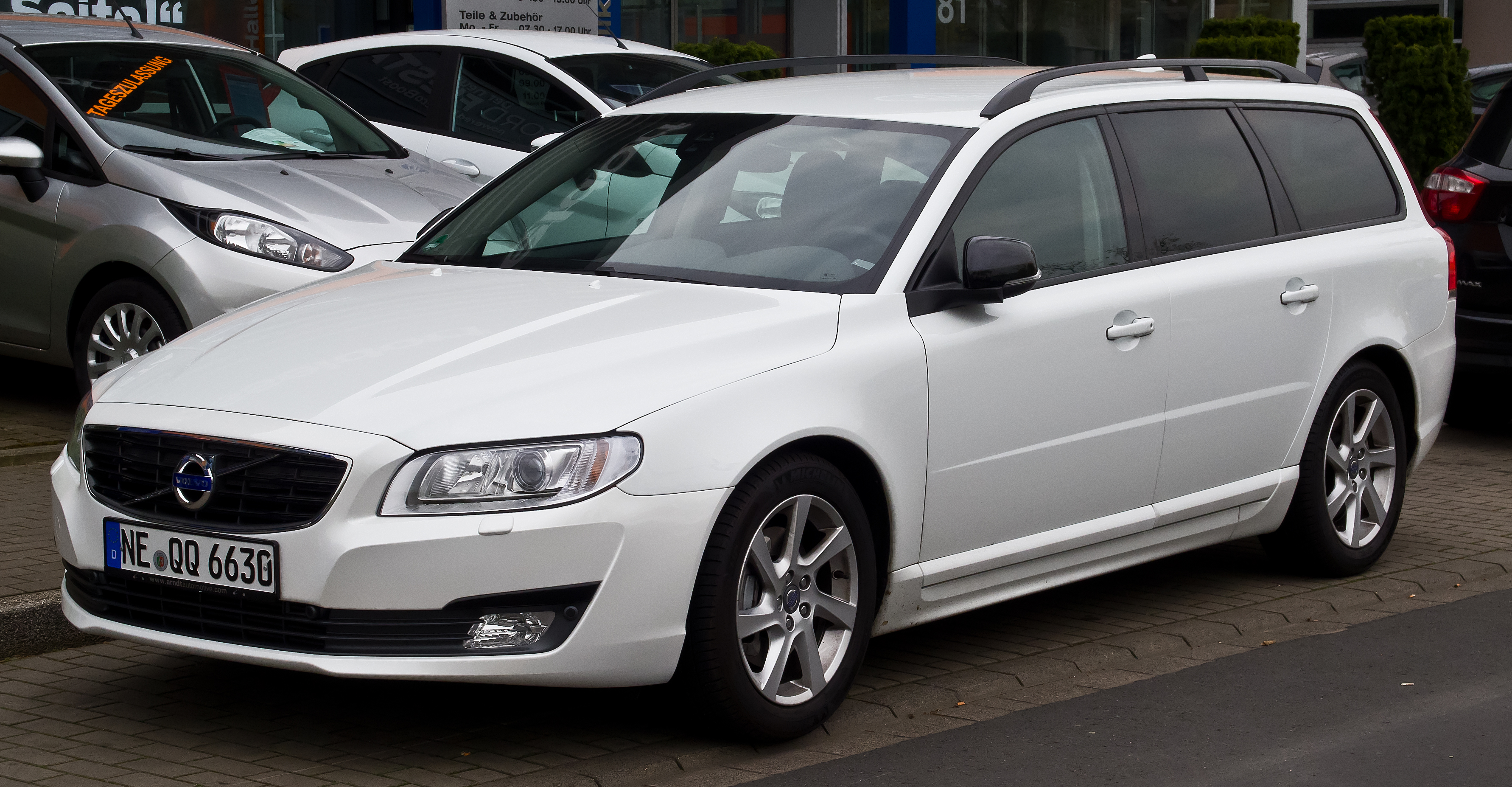
Volvo V70 3 (2013–2016)

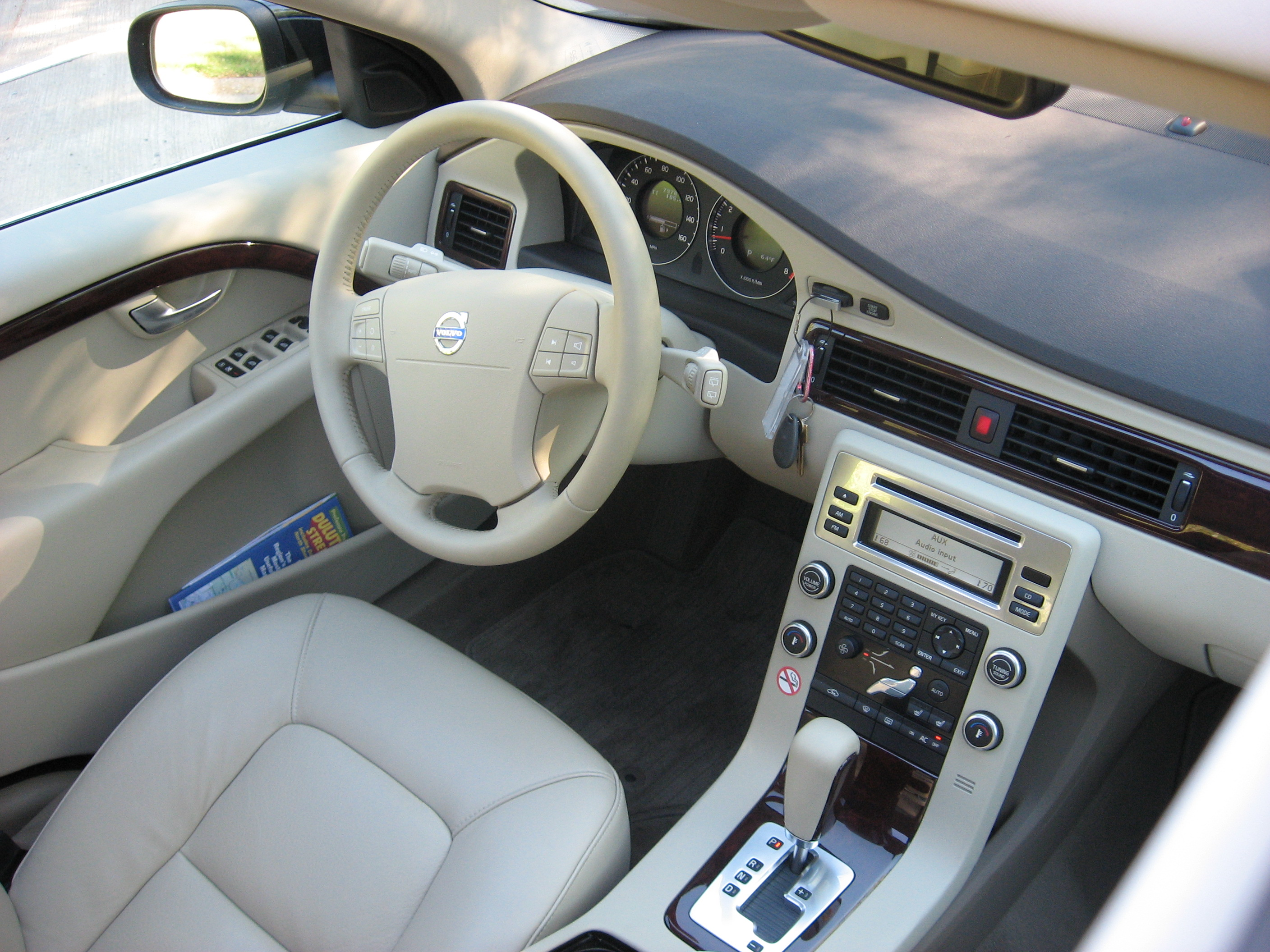
Салон Volvo V70 3

Автомобіль зазнав досить значні зміни в інтер'єрі й екстер'єрі. Розширилася гамма двигунів. З'явилися нові функції і опції. Оздоблення салону покращилася, з'явилася «ширяюча консоль». (панель управління кліматом і мультимедіа, що не змонтована на консолі традиційним способом, а виконана у вигляді пластини «висить в повітрі», позаду якої можна було при бажанні просунути руку або покласти дрібні речі).
Модель виконана в традиційному стилі Volvo. Інтер'єр ідентичний моделям S80 і XC70. У ній використовуються практично всі сучасні системи, які Volvo встановлює і на інші моделі.
Випускалася повнопривідна версія XC70. Дана модель є повнорозмірним універсалом.

### Рестайлінг 2013
В 2013 році V70 модернізували.
Volvo V70 доступний у комплектаціях Business Edition, SE і SE Lux.
Базова модель постачається з денними ходовими вогнями, передніми протитуманними вогнями, Bluetooth-сполученням, DAB радіо, клімат-контролем, круїз-контролем, рейлінгами даху та 16-дюймовими литими дисками коліс.
Моделі SE і SE Lux пропонують 17-дюймові диски коліс та шкіряну обшивку. Модель SE Lux отримала функцію запам'ятовування декількох позицій водійського сидіння з електроприводом.
До базових засобів безпеки належать: чисельні подушки безпеки, система захисту шиї при зіткненні та антиблокувальна гальмівна система. Представлена система автогальмування у місті, яка миттєво зупинить автомобіль у разі загрози зіткнення. Для безпеки дітей передбачені фіксатори Isofix. За окрему плату доступна система попередження та зменшення наслідків зіткнень. Оснащена спеціальним радаром, вона подає аудіо та відео сигнали попередження, якщо універсал перебуває надто близько до іншого транспортного засобу. Ця ж система миттєво задіє гальма.   